# 6871 Verlaine
6871 Verlaine è un asteroide della fascia principale. Scoperto nel 1993, presenta un'orbita caratterizzata da un semiasse maggiore pari a 2,1967768 UA e da un'eccentricità di 0,0467745, inclinata di 3,77331° rispetto all'eclittica.